# Коктобе (Шуський район)
Коктобе́ (каз. Көктөбе) — село у складі Шуського району Жамбильської області Казахстану. Адміністративний центр та єдиний населений пункт Жанакогамського сільського округу.
Населення — 2669 осіб (2021; 2567 у 2009, 2312 у 1999, 2101 у 1989).